# سیارک ۳۴۴۵
سیارک ۳۴۴۵ (به انگلیسی: 3445 Pinson، نامگذاری:1983FC) سه هزار و چهارصد و چهل و پنجمین سیارک کشف شده‌است که در ۱۶ مارس ۱۹۸۳ کشف شد.
قدر مطلق سیارک برابر ۱۲٫۲۰ است.